# Team RadioShack
A Team RadioShack (UCI csapatkód: RSH) egy professzionális országúti kerékpárcsapat, melynek fő támogatója a RadioShack, alapítója pedig Lance Armstrong volt.

## Története
A csapatot Lance Armstrong alapította 2009. július 23-án. Tervei között szerepel benevezni a csapattal a 2010-es Tour de France-ra, a 2010-es UCI ProTour-ra és néhány futó és triatlon versenyre is. A csapatot az austin-i székhelyű sport és eseményszervező csoport, a Capital Sports and Entertainment irányítja, amely korábban a U.S. Postal és a Discovery Channel csapat ügyeit is intézte, s amely jelenleg a Trek-LiveStrong U23 Team-et is irányítja. A csapat menedzsere Johan Bruyneel, a sportigazgató pedig José Azevedo. 2009 augusztusában bejelentették a versenyzők névsorának egy részét.
Armstrong így vélekedett a gárdáról:
Kihasználva azt a hatalmas média figyelmet, amit a sportág kap, sikerülhet tovább terjesztenünk a Livestrong program üzenetét a világban. Nem is lehetnék boldogabb, hiszen jövőre egy olyan amerikai csapatban versenyezhetek, ahol a világ legjobb kerékpárosai és edzői dolgoznak majd. Ráadásul ezt egy igazán emblematikus amerikai márka a RadioShack teszi lehetővé.
2009. október 16-án négy évre megkapta a csapat a ProTour licencet a Nemzetközi Kerékpáros Szövetség illetékes bizottságától.
2011 végén a csapat egyesült a Team Leopard-Trek-kel, így jött létre a RadioShack–Nissan–Trek

## Keret (2011)
2011. január 1-jei állapot:
|     | Név                | Születésnap                    |
| --- | ------------------ | ------------------------------ |
| USA | Lance Armstrong    | 1971. szeptember 18. (53 éves) |
| JPN | Beppu Fumijuki     | 1983. április 10. (41 éves)    |
| NZL | Sam Bewley         | 1987. július 22. (37 éves)     |
| SLO | Janez Brajkovič    | 1983. december 18. (41 éves)   |
| USA | Matthew Busche     | 1985. május 9. (39 éves)       |
| POR | Manuel Cardoso     | 1983. április 7. (41 éves)     |
| IRL | Philip Deignan     | 1983. szeptember 7. (41 éves)  |
| BEL | Ben Hermans        | 1986. június 8. (38 éves)      |
| USA | Chris Horner       | 1971. november 10. (53 éves)   |
| RSA | Robert Hunter      | 1977. április 22. (47 éves)    |
| GER | Andreas Klöden     | 1975. június 22. (49 éves)     |
| POL | Michał Kwiatkowski | 1990. június 2. (34 éves)      |
| ESP | Markel Irizar      | 1980. február 5. (45 éves)     |
| USA | Levi Leipheimer    | 1973. október 23. (51 éves)    |

|     | Név                | Születésnap                    |
| --- | ------------------ | ------------------------------ |
| FRA | Geoffroy Lequatre  | 1981. június 30. (43 éves)     |
| POR | Tiago Machado      | 1985. október 18. (39 éves)    |
| USA | Jason McCartney    | 1973. szeptember 3. (51 éves)  |
| AUS | Robbie McEwen      | 1972. június 24. (52 éves)     |
| KAZ | Dmitrij Muravjov   | 1979. november 2. (45 éves)    |
| POR | Nelson Oliveira    | 1989. március 6. (36 éves)     |
| POR | Sérgio Paulinho    | 1980. március 26. (44 éves)    |
| UKR | Jaroszlav Popovics | 1980. január 4. (45 éves)      |
| SUI | Grégory Rast       | 1980. január 17. (45 éves)     |
| BEL | Sébastien Rosseler | 1981. július 15. (43 éves)     |
| RUS | Ivan Rovnij        | 1987. szeptember 30. (37 éves) |
| USA | Bjørn Selander     | 1988. január 28. (37 éves)     |
| NZL | Jesse Sergent      | 1988. július 8. (36 éves)      |
| ESP | Haimar Zubeldia    | 1977. április 1. (47 éves)     |

## Külső hivatkozások
- Hivatalos oldal (angolul)
- Rajongói oldal Archiválva 2010. február 1-i dátummal a Wayback Machine-ben (angolul)
- Hivatalos Twitter oldal (angolul)